# Over the Hedge
Over the Hedge (с англ. — «Лесная братва») — компьютерная игра по мотивам одноимённого мультипликационного фильма, разработанная студиями Edge of Reality и Vicarious Visions. Игра была выпущена компанией Activision.

## Игровой процесс
Действие в игре разворачивается в 3D-мире одноимённого мультфильма, игрок управляет двумя из четырёх доступных для игры персонажей — енотом Эр-Джей, черепахой Верн, бельчонком Хэмми и скунсом Стеллой. Игровой процесс предполагает прохождение ряда уровней, в ходе которого игроку предстоит бороться с мелкими компьютерными противниками — крысами, кроликами, кротами, а также с боссами и ловушками. Игра имеет закрытый мир и линейное прохождение без альтернативных уровней. Over the Hedge изобилует аркадными мини-играми, например, для дальнейшего прохождения необходимо набрать с клавиатуры верную комбинацию или перетащить часть пищи на себе из одной точки в другую.
Главные герои вооружены двумя видами оружия — оружием ближнего боя и дальнего. Жизнь героев показана на индикаторе здоровья, игрок может восполнять его за счёт расположенных на уровнях предметов. Также в ходе игры можно собрать несколько бонусных предметов — шляпы, которые могут надевать главные герои и CD-диски, собрав которые, игрок может разблокировать постеры и концепт-арты из вселенной мультфильма.
Промежуток между уровнями игровые персонажи проводят в «убежище» — специальном уровне в виде лесной поляны. Там игрок может поменять игровых персонажей, шляпы, а также просмотреть бонусы. В меню также доступны несколько мини-игр — гонки на гольф-карах, битва на гольф-карах и тир.

## Сюжет
Действие происходит спустя год после описываемых в мультфильме событий. Персонажи игры решают украсть у людей предметы обихода для своей лесной поляны, такие, как телевизор и попкорн-машина. В этом им пытается помешать главный антагонист игры — зверобой Дуэйн и звери, разум которых он контролирует. Это противостояние составляет собой основной игровой сюжет.

## Отзывы критиков
| Сводный рейтинг       | Сводный рейтинг | Сводный рейтинг | Сводный рейтинг | Сводный рейтинг | Сводный рейтинг | Сводный рейтинг |
| Издание               | Оценка          | Оценка          | Оценка          | Оценка          | Оценка          | Оценка          |
| Издание               | DS              | GBA             | GC              | PC              | PS2             | Xbox            |
| --------------------- | --------------- | --------------- | --------------- | --------------- | --------------- | --------------- |
| GameRankings          | 72,79 %         | 49,54 %         | 66,39 %         | 68,80 %         | 62,85 %         | 65,59 %         |
| Metacritic            | N/A             | N/A             | N/A             | 65/100          | N/A             | N/A             |
| «Критиканство»        | N/A             | N/A             | N/A             | 64/100          | N/A             | N/A             |
| Иноязычные издания    |                 |                 |                 |                 |                 |                 |
| Издание               | Оценка          | Оценка          | Оценка          | Оценка          | Оценка          | Оценка          |
| Издание               | DS              | GBA             | GC              | PC              | PS2             | Xbox            |
| GameSpot              | N/A             | N/A             | N/A             | 5,6/10          | N/A             | N/A             |
| GameZone              | N/A             | N/A             | N/A             | 6,5/10          | N/A             | N/A             |
| IGN                   | N/A             | N/A             | N/A             | 8/10            | N/A             | N/A             |
| Русскоязычные издания |                 |                 |                 |                 |                 |                 |
| Издание               | Оценка          | Оценка          | Оценка          | Оценка          | Оценка          | Оценка          |
| Издание               | DS              | GBA             | GC              | PC              | PS2             | Xbox            |
| Absolute Games        | N/A             | N/A             | N/A             | 69 %            | N/A             | N/A             |
| «Игромания»           | N/A             | N/A             | N/A             | 6,5/10          | N/A             | N/A             |
| «НИМ»                 | N/A             | N/A             | N/A             | 5/10            | N/A             | N/A             |